# 敖 (闽越)
敖（？—？），西汉时期人物。他原本是闽越贵族，爵位为建成侯。在前111年－前110年的汉平东越之战中，建成侯敖与繇王居股、原来的越衍侯吴阳合谋杀死闽越武帝余善，率领部众投降汉朝横海将军韩说。于是，闽越灭亡。战后，论功行赏，敖被汉武帝封为开陵侯。